# Airi Furukawa
Pour les articles homonymes, voir Furukawa.
Airi Furukawa (古川愛李, Furukawa Airi) ou Ruka Harukawa (春川瑠花, Harukawa Ruka), sous son ancien nom de scène, née le 13 décembre 1989 dans la préfecture d'Aichi, au Japon, est une chanteuse, idole japonaise du groupe de J-pop SKE48 (Team KII).

## Biographie
En 2005, Airi Furukawa participe à plusieurs auditions pour intégrer un groupe d'idoles comme Morning Musume, bien qu'elle ne soit pas choisie par la suite.
En 2008, elle intègre par chance un groupe d'idoles nouvellement fondée SKE48, premier groupe sœur du groupe à succès AKB48, dans laquelle elle devient l'un des membres de la première génération. Elle est plus tard nommée capitaine d'une des équipes du groupe, la Team KII.
En 2015, Airi Furukawa annonce sa remise de diplôme des SKE48 après sept ans de présence dans le groupe. Cette annonce est faite le 1er février au cours du concert du groupe donné à leur théâtre à Nagoya. Elle continue cependant ses activités avec le groupe d’idoles jusqu’à sa cérémonie de graduation prévue pour le 31 mars 2015. Elle a expliqué son souhait de poursuivre ses nouveaux rêves sans donner plus de détails et a ajouté qu’elle garderait son sourire jusqu’à la fin.